# Leipzigs universitet

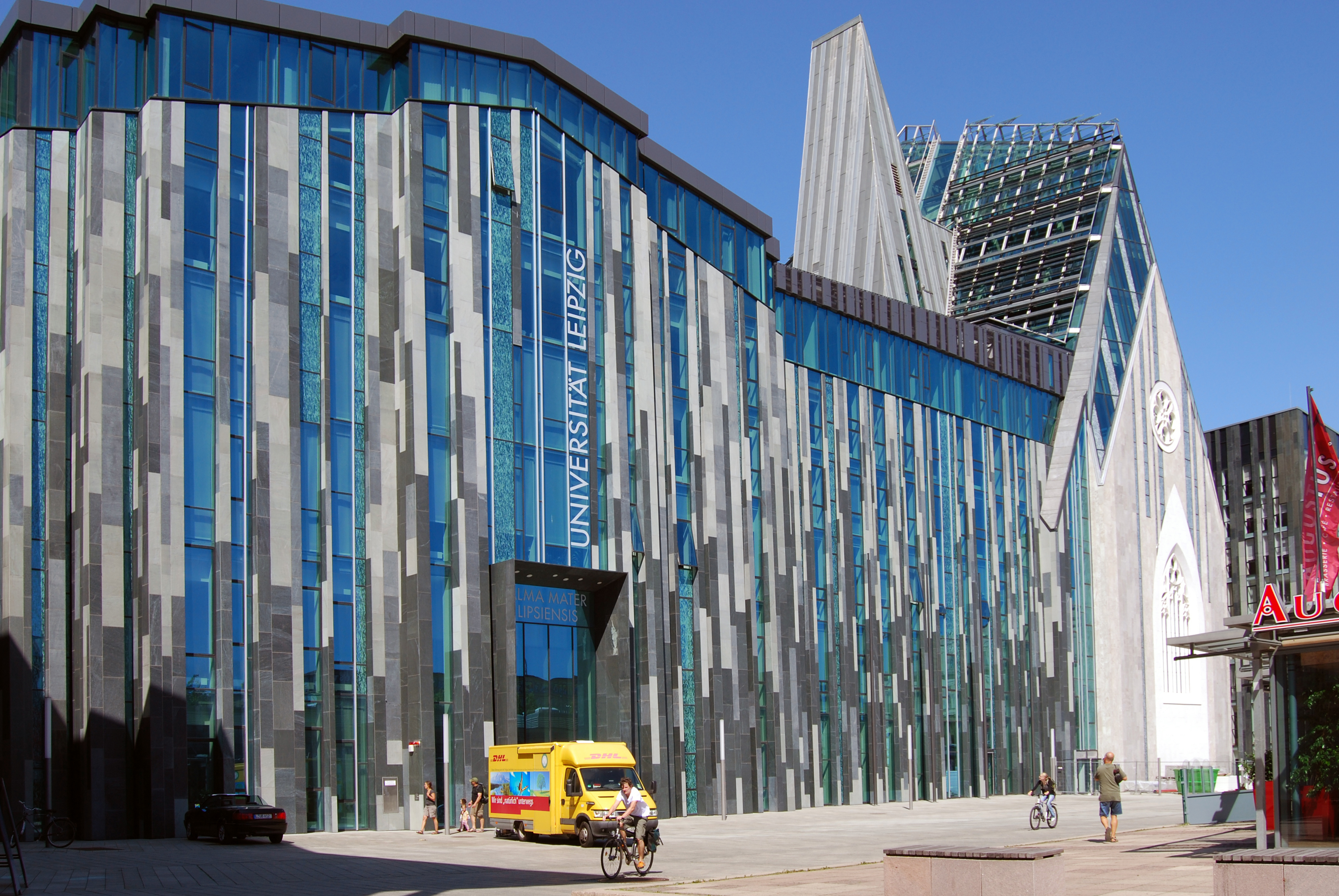
Universitetets huvudbyggnad Augusteum.

Leipzigs universitet (tyska: Universität Leipzig, latin: Alma Mater Lipsiensis) är ett av de äldsta universiteten i Tyskland, grundat 1409. Det ligger i Leipzig i förbundslandet Sachsen och drivs idag av förbundslandet som statligt universitet.

## Historia
Universitetet grundades 2 december 1409 i Leipzig, under bröderna Fredrik I "den stridbares" och Vilhelm II "den rikes" gemensamma regering som markgrevar av Meissen. Detta gör universitetet till det näst äldsta kontinuerligt existerande universitetet i det nuvarande Tyskland, efter universitetet i Heidelberg (1386). Anledningen till grundadet av ett nytt universitet var oroligheter vid Karlsuniversitetet i Prag under Wenzel IV av Böhmens regering, som ledde till att omkring ettusen studenter och lärare lämnade Böhmen för handelsstaden Leipzig. Staden Leipzig tillhandahöll en byggnad på Petersstrasse och grundandet av universitetet bekräftades samma år av påven Alexander V. Johannes Otto von Münsterberg, tidigare rektor i Prag, blev universitets första rektor. Under mitten av 1400-talet var universitetet ett viktigt centrum för den humanistiska rörelsen, där bland andra humanisterna Peter Luder och Hartmann Schedel verkade. Den medicinska fakulteten grundades 1415 och den juridiska fakulteten 1446.
Fram till 1830 var universitetets studenter organiserade i fyra geografiska studentnationer; den meissenska (huset Wettins territorier i kungariket Sachsen och Thüringen), den sachsiska (inklusive norra och nordvästra Tyskland samt England och Skandinavien), den bayerska (inklusive södra och västra Tyskland samt Väst- och Sydeuropa) och den polska (inklusive Schlesien, östra Tyskland och Östeuropa). Markgrevarna åtog sig vid grundandet att finansiera fem magistrar vardera vid respektive nation, medan övriga finansierades genom avgifter och sidoinkomster. Fram till 1800-talet var universitetet genom avkastningen från de så kallade universitetsbyarna som donerats till universitet till stora delar finansiellt oberoende. 
Under den katolska epoken fram till reformationen fungerade biskopen av Merseburg som kansler och påvens representant vid universitetet. Genom reformationen kom huset Wettin under 1500-talet att som sekulära administratörer av biskopsdömet Merseburg gradvis få starkare inflytande över universitetet, bland annat över tjänstetillsättningar.
I samband med reformationen kom även Leipzigs tidigare dominikanklosters byggnader, det så kallade Paulineum, att bli del av universitetet 1543, inklusive klosterkyrkan St. Pauli som blev universitetskyrka.
Under trettioåriga kriget drabbades universitetet av omfattande skador som det på grund av ekonomiska svårigheter inte kunde åtgärda, bland annat under den svenska ockupationen av Leipzig från 1642 till 1650. Även sjuårskriget kom senare att leda till kraftigt minskade studenttal. Från 1725 verkade Johann Christoph Gottsched som lärare vid universitetet, sedermera som rektor och professor i poesi. Denne och Christian Fürchtegott Gellert kom att under upplysningen influera diktare som Gotthold Ephraim Lessing, Friedrich Gottlieb Klopstock och Johann Wolfgang von Goethe. 
Universitetet döptes under Östtyskland om till Karl-Marx-Universität Leipzig 1953, men återfick det nuvarande namnet Universität Leipzig 1991.

## Kända lärare
- Vilhelm Bjerknes
- Ernst Bloch
- Peter Debye
- Siegfried Hauptmann
- Johann Christian August Heinroth
- Werner Heisenberg
- Gustav Hertz
- Johann Matthias Hase
- Felix Klein
- Hermann Kolbe
- Benno Landsberger
- Gotthold Ephraim Lessing
- Peter Luder
- Carl Friedrich Wilhelm Ludwig
- Theodor Mommsen
- Johann Ritter von Oppolzer
- Wilhelm Ostwald
- Friedrich Ratzel
- Friedrich Wilhelm Ritschl
- Nathan Söderblom
- Konstantin von Tischendorf
- Wilhelm Wundt

## Kända studenter
- Georgius Agricola (1494–1555), läkare och metallurgisk författare
- Carl Philipp Emanuel Bach (1714–1788), tonsättare, musiklärare och klaverspelare
- Georg Bredig (1866–1944), fysikalisk kemist
- Arnold Gehlen (1904–1976), konservativ filosof och sociolog
- Hans-Dietrich Genscher (1927-2016), politiker, fridemokrat
- Johann Wolfgang von Goethe (1749–1832), författare, dikater och naturforskare
- Walter Hasenclever (1890–1940), dramatiker, poet och författare
- Heinrich von Huyssen (1666–1739), tysk diplomat och rådgivare till Peter den store
- Maybrit Illner (född 1965), journalist och författare
- Ernst Jünger (1895–1998), författare och filosof
- Erich Kästner (1899–1974), författare
- Gottfried Wilhelm Leibniz (1646–1716), matematiker och filosof
- Karl Liebknecht (1871–1919), politiker, kommunist
- Angela Merkel (född 1954), kvantkemist och politiker, Tysklands f.d. förbundskansler
- Thomas Müntzer (1489–1525), präst och bondeupprorsledare
- Friedrich Nietzsche (1844–1900), författare och filosof
- Novalis (1772–1801), romantisk poet och novellist
- Jöns Bengtsson Oxenstierna (1417–1467), svensk ärkebiskop och riksföreståndare
- Tiina Rosenberg (född 1958), finländsk teatervetare och genusvetare
- Ferdinand de Saussure (1857–1913), schwei<isk lingvist
- Kurt Schumacher (1895–1952), politiker, socialdemokrat
- Robert Schumann (1810–1856), tonsättare
- Georg Philipp Telemann (1681–1767), tonsättare
- Edward Teller (1908–2003), amerikansk kärnfysiker
- Richard Wagner (1813–1883), musikdramatiker, tonsättare, dirigent och författare
- Juli Zeh (född 1974), författare